# Vocalensemble Rastatt
Das Vocalensemble Rastatt ist ein gemischter Chor mit Sitz in der südwestdeutschen Barockstadt Rastatt in Baden-Württemberg. Er arbeitet projektbezogen mit professionellen Sängerinnen und Sängern. Förderer sind das Land Baden-Württemberg und die Stadt Rastatt. Für orchesterbegleitete Projekte arbeitet es mit dem Originalklangensemble Les Favorites zusammen. Künstlerischer Leiter der Ensembles ist Holger Speck.

## Geschichte
Gegründet wurde das Vocalensemble Rastatt 1988 als Junges Vocalensemble Ötigheim. 1993 benannte es sich in Vocalensemble Rastatt um. Unter der Leitung seines Dirigenten Holger Speck entwickelte sich das Vocalensemble zu einem Kammerchor, der bei Wettbewerben des Deutschen Musikrates, den Internationalen Kammerchorwettbewerben Marktoberdorf und Tolosa auftrat.
Eine Grammy-Nominierung im Rahmen der CD-Produktion von Mozarts Le Nozze di Figaro bei der Deutschen Grammophon oder das Konzert als kultureller Botschafter der Bundesrepublik Deutschland auf der politischen Weltbühne des G 20-Gipfels im Festspielhaus Baden-Baden zeugen vom Renommée des Ensembles, desgleichen CD-, Rundfunk- und Fernsehproduktionen für SWR, Radio France, Deutschlandradio Kultur und Deutschlandfunk und das Label Carus.
Die Formation Les Favorites ist der instrumentale Begleiter des Vocalensemble Rastatt und spielt in verschiedenen Besetzungen von der Continuo-Gruppe bis zum Orchester mit international ausgewiesenen Musikern. Namensgeber der Formation ist das Lustschlösschen Favorite der Markgräfin Sibylla Augusta von Baden.

## Preise und Auszeichnungen
- 1995: Verleihung des August Hatz Preises Rastatt
- 1997: Erster Preisträger des Landeschorwettbewerbs Baden-Württemberg
- 1998: Zweiter Preisträger des Deutschen Chorwettbewerbs
- 1999: Preisträger beim Internationalen Kammerchorwettbewerb Marktoberdorf
- 2001: Erster Preisträger beim Landeschorwettbewerb Baden-Württemberg
- 2002: Preisträger beim Deutschen Chorwettbewerb
- 2016: Nominierung für Grammy Awards 2017 in der Kategorie „beste Opernaufnahme“ für die CD Mozart: Le nozze di Figaro – Yannick Nézet-Séguin, Dirigent; Thomas Hampson, Christiane Karg, Luca Pisaroni & Sonya Yoncheva; Daniel Zalay, Produzent (Chamber Orchestra of Europe; Vocalensemble Rastatt)

## Diskografie
- Joseph Rheinberger: Dennoch singt die Nachtigall. Carus-Verlag, Stuttgart 2002
- Joseph Rheinberger: Musica sacra: 7. Christus factus est. Carus-Verlag, Stuttgart 2003 (u. a. mit der Missa St. Crucis op. 151)
- Dietrich Buxtehude: In dulci jubilo. Carus-Verlag, Stuttgart 2003
- Georg Philipp Telemann: Ein feste Burg. Carus-Verlag, Stuttgart 2005
- Camille Saint-Saëns: Oratorio de Noël. Carus-Verlag, Stuttgart 2006
- Georg Friedrich Händel: Israel in Egypt. Carus-Verlag, Stuttgart 2008
- Johannes Brahms: Wach auf, meins Herzens Schöne. Carus Verlag, Stuttgart 2009
- Freue dich, du Tochter Zion: Barockmusik zur Weihnachtszeit. Carus Verlag, Stuttgart 2013
- Wolfgang Amadeus Mozart: Don Giovanni. Deutsche Grammophon, Berlin 2012
- Wolfgang Amadeus Mozart: Cosi fan tutte. Deutsche Grammophon, Berlin 2013
- Wolfgang Amadeus Mozart: Die Entführung aus dem Serail. Deutsche Grammophon, Berlin 2015
- Wolfgang Amadeus Mozart: Le nozze di Figaro. Deutsche Grammophon, Berlin 2016